# 천경 (흥료)
천경(天慶)은 흥료국의 황제 대연림의 연호이다. 1029년부터 1030년 동안만 사용되었다. 대원국은 1029년 대연림에 의해 세워졌으나, 다음해에 요나라에 의해 멸망하였다.

## 기년표
| 천경 | 원년   | 2년    |
| 서기 | 1029년 | 1030년 |
| 간지 | 을사   | 경오   |

## 같이 보기
- 흥료국